# Опетая, Джей
Джей Тапу Опетая (англ. Jai Tapu Opetaia; род. 30 июня 1995, Сидней, Новый Южный Уэльс, Австралия) — непобежденный австралийский боксёр-профессионал, выступающий в первой тяжёлой и тяжёлой весовых категориях. Участник Олимпийских игр (2012), чемпион Океании (2012), бронзовый призёр молодёжного чемпионата мира (2012), трёхкратный чемпион национального первенства среди взрослых (2012, 2013, 2014) и четырёхкратный победитель национального чемпионата Австралии среди юниоров в любителях.
Среди профессионалов действующий чемпион мира по версиям IBF (2022—2023, 2024—н.в.) и The Ring (2022—н.в.). Бывший чемпион мира по версиям WBO Global (2019—2021), WBA Oceania (2019—2022), IBF Asia Oceania (2019—2022), WBO Asia Pacific (2018—2019), IBF Pan Pacific (2018—2019), OPBF (2017—2019), чемпион Австралии (2017—2018), и чемпион мира среди молодёжи по версии IBF Youth (2017—2018) в 1-м тяжёлом весе.

## Биография
Родился 30 июня 1995 года в городе Сидней штата Новый Южный Уэльс, в Австралии. Имеет самоанские корни по материнской линии.

## Любительская карьера
Боксом начал заниматься в 10 лет под руководством своего отца — Тапу Опетая. Четырежды выиграл национальный чемпионат Австралии среди юниоров и трижды становился победителем национального турнира среди взрослых (2012, 2013, 2014 года).
В 2011 году победил на чемпионате мира среди юниоров в Астане (полутяжёлый вес).

### Олимпийские игры 2012 года
В марте 2012 года стал победителем в категории до 91 кг квалификационного турнира от Океании в Канберре (Австралия) к Олимпийским играм 2012 года, который также являлся чемпионатом Океании, в финале турнира по очкам победив новозеландца Дэвида Лайта. И в августе 2012 года Опетая защищал честь страны на Олимпийских играх в Лондоне (Великобритания) выступая в тяжёлой весовой категории (до 91 кг), но занял только 9-е место, спорно проиграв по очкам в 1/8 финала соревнований азербайджанскому боксёру Теймуру Мамедову, — который в итоге завоевал бронзу Олимпиады 2012 года.
В декабре 2012 года стал бронзовым призёром молодёжного чемпионата мира в Ереване, уступив в полуфинале россиянину Андрею Стоцкому, — который в итоге стал молодёжным чемпионом мира 2012 года.

### 2014 год
В 2014 году принимал участие на играх Содружества в Глазго, но уступил в четвертьфинале боксёру из Нигерии Эфетобору Апочи, — который в итоге завоевал бронзу соревнований.

## Профессиональная карьера
Профессиональную боксёрскую карьеру Опетая начал 1 августа 2015 года, победив единогласным решением судей (счёт: 40–36, 39–37 — дважды) новозеландца Исилели Фа.
29 июня 2018 года нокаутом от удара в туловище во 2-м раунде победил опытного соотечественника Кёртиса Пегораро, завоевав вакантный титул чемпиона по версии IBF Pan Pacific и защитив титул чемпиона по версии WBO Asia Pacific (1-я защита Опетая) в 1-м тяжёлом весе.

### Чемпионский бой с Майрисом Бриедисом
2 июля 2022 года в Голд-Косте (Австралия) единогласным решением судей (счёт: 115–113, 116–112 — дважды) победил опытного латыша Майриса Бриедиса (28-1), и завоевал титул чемпиона мира по версии IBF (2-я защита Бриедиса) в 1-м тяжёлом весе. Бой получил статус апсет года по версии журнала «The Ring». В бою претендент взял первую часть боя за счёт подвижности, скорости, реакции. В 4-м раунде австралиец смог потрясти латвийского чемпиона. Вторая часть боя осталась за Бриедисом, который нашел в себе силы переломить ход с уставшим Опетайей который уже не мог выбрасывать много ударов и пытался отбегаться. По итогам 12 раундов боя счёт судей минимально претенденту: 115–113 и 116–112 — дважды. Позже стало известно, что претендент и чемпион боксировали с травмами. Опетайя проводил бой со двойным переломом челюсти со 2-го раунда. Чемпиона утверждает, что сломал руку в 1-м.
В конце августа 2023 года стало известно что Бриедис травмирован и не сможет выйти на реванш с Опетайей, но IBF даст латвийскому экс-чемпиону воспользоваться статусом обязательного претендента, но только в следующем году — Опетае разрешили провести добровольную защиту против Джордана Томпсона.

### Бой с Джорданом Томпсоном
30 сентября 2023 года в Лондоне (Англия) Опетая нокаутировал не заметил сопротивления местного претендента Джордана Томпсона. Уровень боксеров стал понятен в начале первого раунда. Претендент начал пропускать, но его спас гонг известивший спортсменов о концовке раунда. Второй раунд так же прошел под диктовку Опетай. В 3-м отрезке Томпсон оказался в нокдауне после мощного размена удами с чемпионом, он смог найти в себе силы продолжить, но в начале 4-го раунда рефери остановил бой сразу же после нокдауна в который Джордан попал не успев восстановиться за перерыв.
19 декабря 2023 года Опетая принял решение отказаться от титула чемпиона мира по версии IBF в 1-м тяжёлом весе (до 90,7 кг) из-за давления организации требовавшей безотлагательного реванша с Майрисом Бриедисом. Уникальность ситуации в том, что на момент ультиматума от IBF сам Бриедис был травмирован и чемпиону нужно было ждать его выздоровления, на что Опетайя решил не соглашаться.

### Бой с Эллисом Зорро
После отказа от титула принял предложение от организаторов супервечера «Энтони Джошуа — Отто Валлин» в Эр-Рияде и сразился с непобежденным британским боксером Эллисом Зорро. Бой закончился за десять секунд до конца первого раунда когда Опетая нанес мощный левый боковой и отправил в нокаут Зорро.

### Реванш с Майрисом Бриедисом
18 мая 2024 года в Эр-Рияде, (Саудовская Аравия) перед главным событием вечера бокса за титул абсолютного чемпиона мира между Александром Усиком и Тайсоном Фьюри  Опетайя провёл реванш с Майрисом Бриедисом за вакантный титул IBF и титул чемпиона по версии The Ring (3-я защита Опетайи). Начало боя осталось за Джеем который был легок и быстр на ногах, выкидывал многоударные комбинации. Латвиец всю первую часть боя не мог зацепиться и найти свой бокс, много застаивался и выглядел неуверенно. Всё поменялось в концовке боя, которую латвиец провел блестяще, как будто у него открылось второе дыхание. Он потряс Опетайю в 10-м раунде, разбил ему лицо и даже уронил, но нелегитимным приемом. В 11-м раунде Майрис снова потрясает Опетайю, уже апперкотом. Последняя трехминутка осталась тоже за 39-летним ветераном, который смог заставить австралийца бегать от него. Несмотря на смазанную концовку Опетайя победил единогласным решением судей (счёт: 117–111, 116–112 дважды).

### Бой с Джеком Мэсси
25 сентября 2024 года IBF согласились дать чемпиону отсрочку от встречи с обязательным претендентом Хуссейном Джинкарой и выставить на кон боя с Джеком Мэсси свой пояс, но взамен потребовали в следующем же бою провести бой с Джинкарой. Бой с британцем прошел 12 октября 2024 года в Эр-Рияде, (Саудовская Аравия) в андеркарде боя Бетербиев - Бивол. Чемпион сразу начал с агрессивных действий первым номером. Мэсси работал на контратаках, но подвижность на ногах была низкой. Ближе к 6-му раунду у Мэсси наметились проблемы - он устал, мало бил и судя по публикуемой статистике пропустил почти в два раза больше чем донес сам. В 6-м раунде секунданты британца выбросили полотенце сигнализировав о снятии своего бойца.

### Бой с Дэвидом Ньикой
8-го января 2025 года в Бродбиче, (Австралия) должен был провести отложенную обязательную защиту своего пояса IBF против претендента из Германии Хуссейн Джинкара, но немец получил травму ноги, и на замену вышел 29-летний боксёр из Новой Зеландии Дэвид Ньика. Бой сразу принял силовой характер. Ньика вышел на коротком уведомлении и обладая более внушительными габаритами предложил чемпиону бокс на средней дистанции. Опетайя согласился, он обладает более быстрыми руками и доносит свои удары быстрее. Чемпион выглядел более предпочтительным и действовал более разнообразно. К середине 4-го раунда чемпион окончательно перемалывал высоченного претендента, а ближе к концовке уронил правым апперкотом. Ньика смог встать, но почти сразу был добит парой тяжелых ударов, последний левый в челюсть оказался сокрушительным - Ньика оказался в глубоком нокауте и ему потребовалась помощь медиков. Опетайя выразил мнение в интервью, что хочет стать абсолютным чемпионом своего веса, повторив путь Александра Усика.

### Бой с Клаудио Скуэо
8 июня 2025 года в Бродбиче (Австралия) провёл промежуточную защиту пояса IBF от претендента из Италии Клаудио Скуэо (17-0, 9 КО). Бой изначально планировался на 8 мая, но был перенесён по причине незначительной травмы у чемпиона. Скуэо сразу попытался боксировать первым номером и занять центр ринга. Попытки сократить дистанцию от претендента неудачны, но и чемпион не показывал точный бокс. Вторая трехминутка прошла в атаках итальянца, но точности в них не было, была суета зато в концовке сам пропустил размашистый бковой. В третьем раунде у Скуэо начал заканчиваться "бензин", а чемпион услил давление. В 4-м претендент оказался в нокдауне после удара по корпусу, но рефери посчитал удар ниже пояса. Скуэо получил время на восстановление. В 5-м претендент капитулироал от правого бокового. Позже у итальянца было диагностирован тяжелый двойной перелом челюсти. Осенью состоится объединительный поединок с чемпионом WBA и WBO Хильберто Рамиресом который занят обязательной защитой.

## Статистика профессиональных боёв
В таблице перечислены результаты всех поединков боксёров.
В каждой строке указан результат поединка. Дополнительно номер поединка обозначен цветом, который обозначает итог поединка. Расшифровка обозначений и цветов представлена в нижеследующей таблице.
| Пример | Расшифровка                     |
| ------ | ------------------------------- |
|        | Победа                          |
|        | Ничья                           |
|        | Поражение                       |
|        | Планируемый поединок            |
|        | Поединок признан несостоявшимся |
| КО     | Нокаут                          |
| ТКО    | Технический нокаут              |
| PTS    | Решение судей (по очкам)        |
| UD     | Единогласное решение судей      |
| MD     | Решение большинства судей       |
| SD     | Раздельное решение судей        |
| RTD    | Отказ от продолжения боя        |
| DQ     | Дисквалификация                 |
| NC     | Поединок признан несостоявшимся |

| 28 поединков, 28 побед (22 нокаутом). | 28 поединков, 28 побед (22 нокаутом). | 28 поединков, 28 побед (22 нокаутом). | 28 поединков, 28 побед (22 нокаутом). | 28 поединков, 28 побед (22 нокаутом).                                  | 28 поединков, 28 побед (22 нокаутом). | 28 поединков, 28 побед (22 нокаутом). |
| Бой                                   | Рекорд                                | Дата                                  | Соперник                              | Место проведения боя                                                   | Результат                             | Примечание |
| ------------------------------------- | ------------------------------------- | ------------------------------------- | ------------------------------------- | ---------------------------------------------------------------------- | ------------------------------------- | --- |
| 28                                    | 28-0                                  | 8 июня 2025                           | Клаудио Скуэо (17-0)                  | Gold Coast Convention Centre, Бродбич, Новая Зеландия                  | KO 5 (12), 0:36                       | Бой за титул чемпиона мира по версиям IBF (3-я защита Опетайи) и The Ring (6-я защита Опетайи) в 1-м тяжёлом весе.                                                                   |
| 27                                    | 27-0                                  | 8 января 2025                         | Дэвид Ньика (10-0)                    | Gold Coast Convention Centre, Бродбич, Новая Зеландия                  | KO 4 (12)                             | Бой за титул чемпиона мира по версиям IBF (2-я защита Опетайи) и The Ring (5-я защита Опетайи) в 1-м тяжёлом весе.                                                                   |
| 26                                    | 26-0                                  | 12 октября 2024                       | Джек Мэсси (22-2)                     | Kingdom Arena, Эр-Рияд, Саудовская Аравия                              | TKO 6 (12), 2:00                      | Бой за титул чемпиона мира по версиям IBF (1-я защита Опетайи) и The Ring (4-я защита Опетайи) в 1-м тяжёлом весе.                                                                   |
| 25                                    | 25-0                                  | 18 мая 2024                           | Майрис Бриедис (2) (28-3)             | Kingdom Arena, Эр-Рияд, Саудовская Аравия                              | UD 12                                 | Бой за титул чемпиона мира по версиям The Ring (3-я защита Опетайи) и вакантный титул IBF в 1-м тяжёлом весе. Счёт судей: 117-111, 116-112 (дважды).                                 |
| 24                                    | 24-0                                  | 23 декабря 2023                       | Эллис Зорро (17-0)                    | Kingdom Arena, Эр-Рияд, Саудовская Аравия                              | KO 1 (12), 2:56                       | Защитил титул чемпиона мира по версии The Ring (2-я защита Опетая) в 1-м тяжёлом весе.                                                                                               |
| 23                                    | 23-0                                  | 30 сентября 2023                      | Джордан Томпсон (15-0)                | Уэмбли Арена, Уэмбли, Лондон, Великобритания                           | TKO 4 (12), 0:20                      | Защитил титулы чемпиона мира по версиям IBF и The Ring (1-я защита Опетая) в 1-м тяжёлом весе.                                                                                       |
| 22                                    | 22-0                                  | 2 июля 2022                           | Майрис Бриедис (28-1)                 | Конференц-центр Голд-Кост, Бродбич, Голд-Кост, Квинсленд, Австралия    | UD 12                                 | Счёт: 115-113, 116-112 (дважды). Завоевал титул чемпиона мира по версиям IBF и The Ring (2-я защита Бриедиса) в 1-м тяжёлом весе.                                                    |
| 21                                    | 21-0                                  | 4 декабря 2021                        | Дэниел Рассел (7-2-2)                 | Fortitude Music Hall, Долина Стойкости, Брисбен, Квинсленд, Австралия  | TKO 3 (8), 1:44                       | |
| 20                                    | 20-0                                  | 22 октября 2020                       | Бенджамин Келлехер (2) (13-1-2)       | Fortitude Music Hall, Брисбен, Квинсленд, Австралия                    | TKO 6 (10), 1:50                      | Защитил титулы чемпиона по версиям WBO Global (2-я защита Опетая), IBF Asia Oceania (1-я защита Опетая) в 1-м тяжёлом весе.                                                          |
| 19                                    | 19-0                                  | 16 ноября 2019                        | Марк Флэнаган (24-7)                  | Hordern Pavilion, Сидней, Новый Южный Уэльс, Австралия                 | TKO 8 (10), 3:00                      | Завоевал титул чемпиона по версии IBF Asia Oceania и защитил титулы чемпиона по версиям WBO Global (1-я защита Опетая), WBA Oceania (2-я защита Опетая) в 1-м тяжёлом весе.          |
| 18                                    | 18-0                                  | 27 июля 2019                          | Николас Харалампус (18-2)             | Luna Park, Сидней, Новый Южный Уэльс, Австралия                        | UD 10                                 | Счёт: 100-89, 99-90, 99-91. Завоевал вакантный титул чемпиона по версии WBO Global и защитил титул временного чемпиона по версии WBA Oceania (1-я защита Опетая) в 1-м тяжёлом весе. |
| 17                                    | 17-0                                  | 15 мая 2019                           | Навоса Иоата (6-3)                    | The Star, Пирмонт, Сидней, Новый Южный Уэльс, Австралия                | TKO 8 (10), 1:13                      | Завоевал титул временного чемпиона по версии WBA Oceania в 1-м тяжёлом весе. |
| 16                                    | 16-0                                  | 29 июня 2018                          | Кёртис Пегораро (11-3)                | Pullman & Mercure, Брисбен, Квинсленд, Австралия                       | KO 2 (10), 1:25                       | Завоевал вакантный титул чемпиона по версии IBF Pan Pacific и защитил титул чемпиона по версии WBO Asia Pacific (1-я защита Опетая) в 1-м тяжёлом весе.                              |
| 15                                    | 15-0                                  | 7 апреля 2018                         | Лукас Пашковский (9-1)                | Brisbane Convention & Exhibition Centre, Брисбен, Квинсленд, Австралия | TKO 2 (10), 2:35                      | Завоевал вакантный титул чемпиона по версии WBO Asia Pacific в 1-м тяжёлом весе. |
| 14                                    | 14-0                                  | 17 января 2018                        | Бенджамин Келлехер (7-0-2)            | The Star, Сидней, Новый Южный Уэльс, Австралия                         | TKO 3 (10), 2:36                      | Защитил титул чемпиона Австралии в 1-м тяжёлом весе. |
| 13                                    | 13-0                                  | 21 октября 2017                       | Франсиско Лопес (10-0)                | Function Centre, Мельбурн Парк, Мельбурн, Виктория, Австралия          | TKO 1 (10), 2:55                      | Завоевал вакантный титул чемпиона мира среди молодёжи по версии IBF Youth в 1-м тяжёлом весе.                                                                                        |
| 12                                    | 12-0                                  | 15 июля 2017                          | Даниэль Амманн (32-9-1)               | Wests City Club, Ньюкасл-Уэст, Новый Южный Уэльс, Австралия            | TKO 9 (10), 1:49                      | Завоевал вакантные титулы чемпиона по версии OPBF и чемпиона Австралии в 1-м тяжёлом весе.                                                                                           |
| 11                                    | 11-0                                  | 12 мая 2017                           | Мозес Хавеа (4-10)                    | North Sydney Leagues Club, Сидней, Новый Южный Уэльс, Австралия        | TKO 2 (8), 1:03                       | Защитил титул чемпиона Нового Южного Уэльса в тяжёлом весе. |
| 10                                    | 10-0                                  | 8 апреля 2017                         | Кайл Брамби (5-12-3)                  | Doltone House, Сидней, Новый Южный Уэльс, Австралия                    | TKO 2 (8), 1:26                       | |
| 9                                     | 9-0                                   | 10 февраля 2017                       | Тогасилимаи Летоа (16-18-1)           | Faleata Sports Complex Gym 1, Апиа, Самоа                              | TKO 2 (4), 0:30                       | |
| 8                                     | 8-0                                   | 23 февраля 2016                       | Исилели Фа (2-6)                      | Southern Cross Group Stadium, Вуллувэр, Австралия                      | TKO 3 (6), 0:36                       | |
| 7                                     | 7-0                                   | 9 декабря 2016                        | Питер Бреннан (11-25-4)               | Horden Pavilion, Мур Парк, Австралия                                   | KO 1 (8), 2:46                        | |
| 6                                     | 6-0                                   | 14 октября 2016                       | Урия Афамасага (1-0)                  | Silverdome Basketball Stadium, Лонсестон, Австралия                    | TKO 2 (4), 0:37                       | |
| 5                                     | 5-0                                   | 22 июля 2016                          | Сефо Фалегаоно (3-1)                  | Mediterranean House, Сидней, Австралия                                 | KO 6 (6), 1:11                        | |
| Бой                                   | Рекорд                                | Дата                                  | Соперник                              | Место проведения боя                                                   | Результат                             | Примечание |

## Титулы
- Второстепенные мировые титулы

- Основные мировые титулы